# Mr.Clice
『Mr.clice』（ミスタークリス）は秋本治による日本の漫画作品。

## 概要
「脳（精神）は男性だが体は女性」のエージェントが、様々な任務を遂行する「スパイアクションギャグ漫画」。各話の構成は『ゴルゴ13』のように、ひとつの話の中で「Part 1」「Part 2」と章分けされたものになっている。
初期作品は「ごく普通の薬屋や魚屋を救出する」「お約束的に失敗を繰り返す殺し屋・ナポレオン」といったギャグ要素が強い。9年のブランクを経て発表された「MIAMI FLIGHT 2001」からは対テロ戦や工作員同士の友情など、秋本の代表作である『こち亀』では描けないハードタッチの展開も盛り込まれるようになったが、『ジャンプスクエア』移籍後はハードアクション要素を新作『BLACK TIGER』へ回し、再びギャグ重視の内容へ回帰している。
2021年7月時点で累計発行部数は160万部を突破している。

## あらすじ
国家特別工作機関に所属する凄腕のエージェント・繰巣陣は、任務の最中に瀕死の重傷を負い、脳だけを女性の体に移植されて甦った。繰巣は慣れない身体や周囲からの扱いに戸惑いながらも、ありとあらゆる難事件に立ち向かって行く。

## 主要登場人物

### 国家特別工作機関
繰巣 陣（くりす じん） / クリス
本作の主人公。日本の国家予算20億円をかけて育て上げた、国家特別工作機関「JST」（現実には存在しない）の超A級エージェント。超人的な戦闘能力の持ち主であることはもちろん、36ヶ国の言語に堪能で、海外でも不自由なく会話できるエリート工作員とされるが、作中ではリペリング（ロープ降下）の知識や技術を知らないなど穴も多い。
KGBの工作員との戦いの最中にトラックに轢かれ命を落とすが、たまたま同日・同時刻に亡くなった女子テニスプレイヤーの体に脳だけを移植され、女性として生まれ変わった。男の時は女たらしだったが、女性に生まれ変わったことによって、事情を知らない男からは愛を告白され、組織内の女性職員からはオカマ扱いされてしまい、更衣室とトイレに至っては、男女両方から使用を拒否されている。本人は一刻も早く再手術を受けて男の体に戻りたいが、JSTの上層部（特に工作局長の雨氷氷）は繰巣が女性のままでいる方が職務効率が上がるという理由から、色々な理屈を付けて繰巣を男に戻させないように画策している。そのため、局長の雨氷氷との間では不毛な言い争いが絶えない。最近は「女として女遊びをする」という選択肢を知った事もあって初期ほどの元の男性への執着は見せなくなったが、一応まだ諦めてはいないらしい。
愛銃はVz 61・スコーピオン。元々視力が2.5あったのに加え、脳移植先の女子テニスプレイヤーも視力が2.5だったため、視神経などの影響で視力が足して5.0になっており、スコープ無しでも400m先の標的を正確に狙撃できる。なお、初期で見られた設定では左手などを改造されており、超人じみた力を見せていた。その他、彼女（彼）の身体には特殊な防弾コーティング処置が施されており、銃弾で致命傷を負わすことは困難だったが、「クリス、ハワイに飛ぶ!!」の時点でこのコーティング機能は消失している（同様に、左手の改造についても以後言及されておらず、強すぎるゆえに強化された腕力を持て余す描写も後に無くなった）。
元男性だったので短気で男っぽい性格をしており、事情を知らない女性から惚れられる事もしばしば。一方で、現場ではストッパー役が存在しない為に暴走して破壊の限りを尽くす事が多く、偵察任務＝破壊工作と思い込んでいる節もある。
『こち亀』にもゲスト出演している。「ベラマッチャにそっくり」というだけの理由で両津勘吉を一時的に相棒として担当させたが、安心して目を憚らず両津の前で着替えをしたり両津に背中を流させたりと、無自覚に両津を悩殺した。また、容姿はこち亀の麻里愛に似ている。
アレキサンダー・ベラマッチャ
日本特工本部イタリア諜報部員。任務地での事前調査や武器・装備の調達を行う、繰巣の「男時代」からの頼りになる相棒。妻との間に男ばかり10人の子供がいて、いずれは11人の息子でサッカーチームを作るのが夢だと語っている（後に11人目の息子が誕生した）。表向きは私営の観光ガイドという肩書きを持っており、妻には繰巣について「日本人観光客の仲介人」と説明している。銃撃戦の中をライフルの弾を撃ち尽くしながらも突破したり、作戦でユニフォームが足りないからと私服のままで参加したりと能力はかなり高い。
イタリア訛りながら語学も堪能という設定だが、日本語は使えないとされてはいる（日本語で書かれた看板を読めないシーンがある）。だが、作中ではそれについての矛盾がある。「香港の銃撃戦」において、クリスが話している相手がナポレオンだと気付いたベラマッチャは、そうとは知らないクリスに対し、イタリア語で「ちょっとお前に話があるんだが」と話しかけ、クリスが「どうしたの? 急にイタリア語で話すなんて」と困惑しているシーンがある(ただし、同話にて通常繰巣との会話はイタリア語であることを示唆する発言がある)。また、同じくPart 1において日本の米屋、魚屋、薬屋、町会長と会話をしているシーンがある。その他、ベラマッチャが日本人である局長と話しているシーンは幾度もあり、それがイタリア語なのか日本語なのか一切不明である。
諜報員ということもあり人脈が広く、世界各地の特工部隊に知り合いがいる。そのつてで一時的に部署を変更することで、毎回のように繰巣とコンビを組んでいる。
雨氷氷笑太（うひょひょ わらった）
国家特別工作機関・中央工作局工作局長。事故死した繰巣の脳を女性の体に移植した結果、繰巣の職務効率が以前よりも上がっているため、色々な理屈を付けて、繰巣を男に戻す手術の約束をことごとく反故にしており、実際に上層部や親友、他の部下に対しては、「このままあきらめて、身も心も女になってくれた方がありがたい」と、何度も本音を漏らしている。そのため、繰巣や繰巣を男に戻すべきだと主張するJST関係者と過激な言い争いになることもしばしば。
甘いものに目が無く、繰巣に取って置きのスイーツを喰われた時にはブチキレて、「こち亀」の大原のように「武装お仕置き」を敢行した事もあるが、普段の言動も大原と似通ってきている。本名は作品が始まって、かなり経ってから判明した。
長官
連載初期（1巻が殆ど）に良く登場した、国家特別工作機関・営業本部に属する長官。素顔を見せず、ひょっとこなどのお面で顔を隠している。
連載再開後は全く出番がなかったが、繰巣によって年間12兆の予算が得られるようになった後に久々に登場。金主の繰巣に平身低頭で接する情けない姿が描かれた。
佐伯マリィ（さえき まりぃ）
美人女性工作員・0011号。フランス生まれで貴族の家系であることを活かし、国家の中核に潜入し情報収集する知的任務工作員。情報収集を得意とするため、銃器の扱いには不慣れ。また登場初期は純粋なところ（他の人からは天然ボケに見える）もあるため、クリスも迂闊に手が出せなかった。
ラクエル・ウエルチ
元フランス国家憲兵隊治安介入部隊（GIGN・ジェイジェン）隊員の女性工作員・0099号。GIGN時代に、フランスにある原発に飛行機を激突させるテロを起こす洗脳を受け飛行機をハイジャックするが、飛行機に搭乗していたクリスに阻止される。その後クリスの希望で特工にスカウトし、共に工作活動をする。銃器の扱いに長け、クリスに負けず劣らず派手に破壊工作を起こす。
来宮羽流（キノミヤ パル）
特工所員。局長の秘書的存在だが、射撃など戦闘能力も高い。

### その他の登場人物
ナポレオン
連載初期のライバル。国際犯罪組織「スラッシュ」アジア支部の殺し屋（自称）で、タケちゃんマンのようなマントを羽織り、どれだけ蒸し暑い地方に来ても「トレードマーク」だと言って脱がない。少々ハゲ気味。以外と子煩悩な一面があり、育児にはうるさい。そのネーミングセンスも相成って、裏世界の関係者からは残念な男として見られている。
愛銃は2丁装備のキャリコM100で、キレると銃を乱射する。登場後しばらくは銃の弾数でネタを引っ張っていた（本来の200発を400発に増強、さらにキャリコを4連装に改造した）。射撃の腕自体は壊滅的に悪く、クリスを狙撃した際も大量に発砲したにも関わらず1発も命中させることができなかった。育ちは悪くないようで、フェンシングが得意。
しばらくスラッシュ共々音沙汰がなかったが、「ロワール 古城の決闘」でクリスと決着をつけるために復活。「最後の戦い」だとして躍起になるが、ロワールの「スラッシュ」支部（見た目は日本の城）で大チョンボをしでかしてしまった。
名前や設定の元ネタは『0011ナポレオン・ソロ』や園田光慶『アイアン・マッスル』だったが、どんどんかけ離れていった。
琳 美稟（リン メイリン）
「MIAMI FLIGHT 2001」で知り合ったクリスの工作員仲間。中国特殊情報局所属。本名は靡 美姫（ミウ レイヒ。ミウの部分はまだれの上の部分がない）。父、母、兄と家族が皆工作員で、その兄との関係が本編での重要な部分となる。
ヴァレリー・スタリノフ
「赤い弾丸」に登場したロシア軍少尉。西欧圏ではNo.1のスナイパー。核弾頭の裏取引を行うコズロフ大佐の親衛隊長をしていたが、家族と国を愛する男であり、裏取引を止めるためのカバーだった。以降は裏取引を抑えるためにあえて黒幕に収まっている。

## 連載誌
『月刊少年ジャンプ』にて1985年12月号より不定期連載されていた。2007年に『月刊少年ジャンプ』が休刊となってからは、しばらく続編が制作されなかったが、2017年に『ジャンプスクエア』で再開。
2018年4月からは『ジャンプSQ.RISE』創刊に伴い、同誌で連載されている。
2016年9月に発売されたジャンプリミックス版の表紙には、「新シリーズ開始」と銘打たれていた。2020年現在、『月刊少年ジャンプ』連載作品の中で連載を継続している作品では『キャプテン』（ちばあきお / コージィ城倉）に次いで連載開始時期が古い。

## 書誌情報
新装版はカバー絵などが改められ、一部のセリフや描写が改訂されている。
- 秋本治 『Mr.Clice』 集英社〈ジャンプ・コミックス〉、既刊14巻（2025年7月4日現在）
  1. 1989年4月15日第1刷発行、ISBN 4-08-871223-4
    - 「新装版」2017年11月7日第1刷発行（11月2日発売[5]）、ISBN 978-4-08-881271-7

  2. 1992年8月9日第1刷発行、ISBN 4-08-871224-2
    - 「新装版」2017年11月7日第1刷発行（11月2日発売[6]）、ISBN 978-4-08-881272-4

  3. 2001年4月9日第1刷発行、ISBN 4-08-873106-9
    - 「新装版」2017年11月7日第1刷発行（11月2日発売[7]）、ISBN 978-4-08-881273-1

  4. 2002年4月9日第1刷発行、ISBN 4-08-873256-1
    - 「新装版」2017年11月7日第1刷発行（11月2日発売[8]）、ISBN 978-4-08-881274-8

  5. 2003年5月6日第1刷発行、ISBN 4-08-873429-7
    - 「新装版」2017年11月7日第1刷発行（11月2日発売[9]）、ISBN 978-4-08-881275-5

  6. 2017年11月7日第1刷発行（11月2日発売[10]）、ISBN 978-4-08-881276-2
  7. 2018年9月9日第1刷発行（9月4日発売[11]）、ISBN 978-4-08-881611-1
  8. 2019年7月9日第1刷発行（7月4日発売[12]）、ISBN 978-4-08-881888-7
  9. 2020年7月8日第1刷発行（7月3日発売[13]）、ISBN 978-4-08-882357-7
  10. 2021年7月7日第1刷発行（7月2日発売[14]）、ISBN 978-4-08-882721-6
  11. 2022年7月9日第1刷発行（7月4日発売[15]）、ISBN 978-4-08-883186-2
  12. 2023年7月9日第1刷発行（7月4日発売[16]）、ISBN 978-4-08-883572-3
  13. 2024年7月9日第1刷発行（7月4日発売[17]）、ISBN 978-4-08-884090-1
  14. 2025年7月9日第1刷発行（7月4日発売[18]）、ISBN 978-4-08-884574-6

## 他の作品との関係
秋本治の代表作『こちら葛飾区亀有公園前派出所』では、コミックス第124巻の背表紙や本編中のネタなどで何回か繰巣陣が登場。また、少年ジャンプ別冊『コミックアキダス』（2000年発売）の描き下ろし漫画や増刊『こちら葛飾区亀有公園前派出所 びっくりドッキリ 飛び出す! ジャンボサマーフェスティバル』（2007年発売）のコラボレーション漫画（両作品の既発表エピソードのコラージュ＋描き下ろしで構成）では、本格的に両津勘吉との共演を果たしている。『ジャンプスクエア』2011年11月号の「こち亀13誌出張版」でも登場し、乳首を公開したが、同年12月7日発行のコミックス第999巻では修正されている。
この他、「オリエント急行の休日」でのオークションのシーンでは、絵画の中に、題名”おまわり“として両津勘吉を模した作品、目的の絵画“FUJI”の脇に、題名“BUCHO”として大原大次郎を模した作品がそれぞれ紛れている。「MEGA CITY PANIC」では、『こち亀』からスーパーパトカー・EZAKI Z1がゲスト出演した。
2016年9月30日には、『こち亀』連載40周年を記念してジャンプリミックス版全2巻が全国のコンビニで発売された。『こち亀』とのコラボエピソードも収録している。